# Sinhalestes orientalis
Sinhalestes orientalis – gatunek ważki z rodziny pałątkowatych (Lestidae); jedyny przedstawiciel rodzaju Sinhalestes. Jest endemitem Cejlonu zagrożonym wyginięciem.